# Africa 24
Africa 24(あふりか・ばんかとる)は、フランスのニュース専門チャンネルである。海外のアフリカに関するニュースを中心に、国際ニュースを24時間年中無休で放送している。アフリカからは衛星放送の、Canalsat Horizons、フランスではインターネットテレビのNeufbox de SFRを通して視聴することができる。